# Margarinefabrikken Alfa
 For alternative betydninger, se Alfa.
Margarinefabrikken Alfa A/S var en dansk margarinefabrik, der hørte til landets største. Den blev stiftet 3. april 1897 af den driftige senere nationalbankdirektør og landstingsmand Johannes Lauridsen (1847-1920). Fabrikken begyndte sin virksomhed 26. januar 1898. Den lukkede i 1992 efter en forgæves kamp i margarinekrigen.
Det var Vejens opkomst som stationsby, der gjorde det attraktivt at anlægge virksomheder i området. Alfa-fabrikken blev anlagt Vestergade 2-8 på jorder tilhørerende Lauridsens gård Grønvang. Alfas oprindelige fabriksbygning fra 1898 er tegnet af arkitekt Sophus Petersen og opført i rød blankmur med lisener og rundbuede vinduer.
Johs. Lauridsen var bestyrelsens formand til sin død og virksomhedens administrerende direktør til 1908, da han indtrådte i Nationalbankens direktion og overdrog fabrikkens ledelse til sin søn, civilingeniør Olav Vang Lauridsen (1879-1956).
Firmaet overtog efterhånden flere margarinefabrikker landet over: A/S Esbjerg Margarinefabrik i 1912, A/S Margarinefabrikken "Axa", Aalborg i 1920, A/S Falster Margarinefabrik, Nykøbing Falster i 1921, og — delvis — A/S Bornholms Margarinefabrik, Rønne i 1917. I 1913 blev fabrikken udvidet med en kontorbygning og i 1920 med en folkebygning.
Begyndende i 1929 blev konkurrencen gradvist skærpet, idet hollandske virksomheders opkøb af danske fabrikker resulterede i kraftige prisfald og en stigende konkurrence. Disse konkurrenter blev efterhånden samlet i firmaet Unilever. Modsvaret på den udenlandske konkurrence blev en fælles prispolitik og regulering, der blev indgået som en tiårig aftale 1931 mellem de tre store danskejede margarineproducenter, Alfa, Solo og Otto Mønsted A/S. Alfa fik tildelt 25% af markedet.
I 1947 blev der via firmaet A/S Margarine-Compagniet etableret et kontroversielt kartelsamarbejde mellem Alfa, Solo (i mellemtiden overtaget af Unilever) og Otto Mønsted. Ifølge aftalen skulle samarbejdet vare i 25 år. Samtidig blev Otto Mønsteds OMA-navn fælles varemærke.
Aktiekapitalen, der oprindelig var på 250.000 kr., var i 1950 vokset til 2.500.000 kr. I 1956 døde Olav Vang Lauridsen og blev efterfulgt af sin søn Johannes Vang-Lauridsen (1920-1989).
Alfa havde rustet sig til konkurrencen efter markedsaftalens ophør ved i 1962 at opføre en ny fabrik i Vestergade 10. Dette anlæg er tegnet af arkitekt Erik Laursen og opført i rød grundmur i to etager.
Da samarbejdsaftalen udløb i 1972, forblev Otto Mønsted og Unilever i samarbejdet, nu under navnet Margarine-Selskabet, mens Alfa brød ud og fortsatte som selvstændig virksomhed. Alfas afvisning af at lade sig opsluge af den monopollignende gigant Unilever blev startskuddet til "margarinekrigen". I løbet af 1970'erne fordoblede virksomheden sin markedsandel. Væksten medførte, at Alfa i 1976 opførte en ny lagerhal og i 1981 en konservesfabrik.
I 1982 blev Johnny Vang-Lauridsen, gift med Johannes, adm. direktør. Hun havde da allerede haft indflydelse via bestyrelsen i en årrække. I 1984 indgik hun et samarbejde med Unilever, men da Unilever foreslog at lukke produktionen i Vejen i 1986, protesterede Johnny Vang-Lauridsen. Hun måtte dog opgive kampen, da tillidsmændene på Unilevers fabrik i Sønderborg og Alfas fabrik i Vejen i 1990 stod sammen om at opfordre til at standse krigen. Unilver overtog fabrikken i 1991 og lukkede den kort efter. Som følge af salget forpligtede en konkurrenceklausul Johnny Vang-Lauridsen til ikke at påbegynde margarinefabrikation inden for tre år, men så snart de var gået – i 1994 – etablerede hun margarinefabrikken Grønvang i Vejen. Selskabet led store tab det første leveår, og måtte allerede i 1995 gå i betalingsstandsning og senere konkurs. Fabrikken lukkede, og Johnny Vang-Lauridsens ejendom i Nordsjælland blev inddraget i boet efter fabrikken, således at et salg var nødvendig.
I 1996 blev Grønvang Margarinefabrik overtaget af hollandske Royal Brinkers (nl) og eksisterer således fortsat.
Af de tre store margarinefabrikkens anlæg er det i dag kun Alfas bygninger, der stadig eksisterer.